# Pyrrhopyge mopsus
Espèce
Pyrrhopyge mopsus est une espèce de lépidoptères (papillons) de la famille des Hesperiidae, de la sous-famille des Pyrginae, de la tribu des Pyrrhopygini et du genre Pyrrhopyge.

## Dénomination
Pyrrhopyge mopsus a été nommé par Ernest Layton Bell (d) en 1931 sous le nom initial de Yanguna mopsus.

### Nom vernaculaire
Pyrrhopyge mopsus se nomme Mopsus Firetip en anglais.

## Écologie et distribution
Pyrrhopyge mopsus est présent au Pérou,.

### Protection
Pas de statut de protection particulier.